# Zbrojníky
Zbrojníky (Hongaars: Kétfegyvernek) is een Slowaakse gemeente in de regio Nitra, en maakt deel uit van het district Levice.
Zbrojníky telt 519 inwoners.
De gemeente is tweetalig, de Hongaren vormden in het verleden een meerderheid en vormen nu nog een aanzienlijke minderheid.